# Bureau of Alcohol, Tobacco, Firearms and Explosives
Bureau of Alcohol, Tobacco, Firearms and Explosives (ATF) är USA:s federala polis för bekämpning av brott relaterade till alkohol, tobak, vapen och sprängmedel. ATF reglerar också den delstatsöverskidande handeln genom licenstilldelning för: innehav och transport av skjutvapen, ammunition och sprängämnen samt försäljning av dessa.

## Organisation
ATF sorterar sedan 24 januari 2003 under USA:s justitiedepartement, innan dess tillhörde ATF finansdepartementet. Chefen för ATF (Director) utses av den sittande presidenten. Huvudkontoret är beläget i Washington, D.C. och träningen sker till största del i Ammendale, Maryland. ATF samarbetar ofta med andra polisiära myndigheter vid olika tillslag som till exempel FBI, DEA samt lokala polismyndigheter.

## Personal
Följande personalkategorier finns bland de anställda vid ATF.
- Special Agents (brottsutredare). Grundkravet för anställning är en akademisk examen på grundnivå eller motsvarande.
- Industry Operations Investigators (industriinspektörer)
- Jurister
- Rättskemister
- Rättsekonomer
- Underrättelseanalytiker
- Administratörer

## Galleri

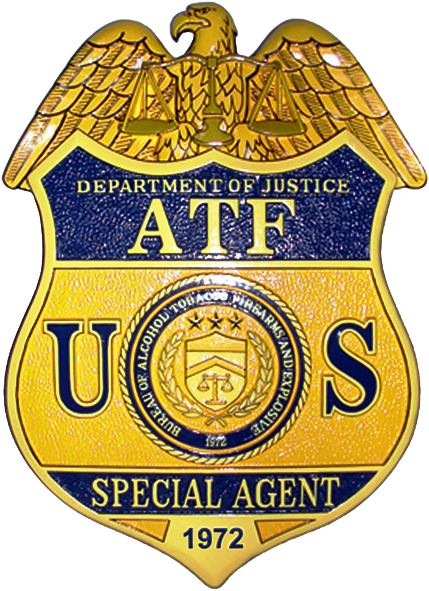
Polisbricka för ATF.
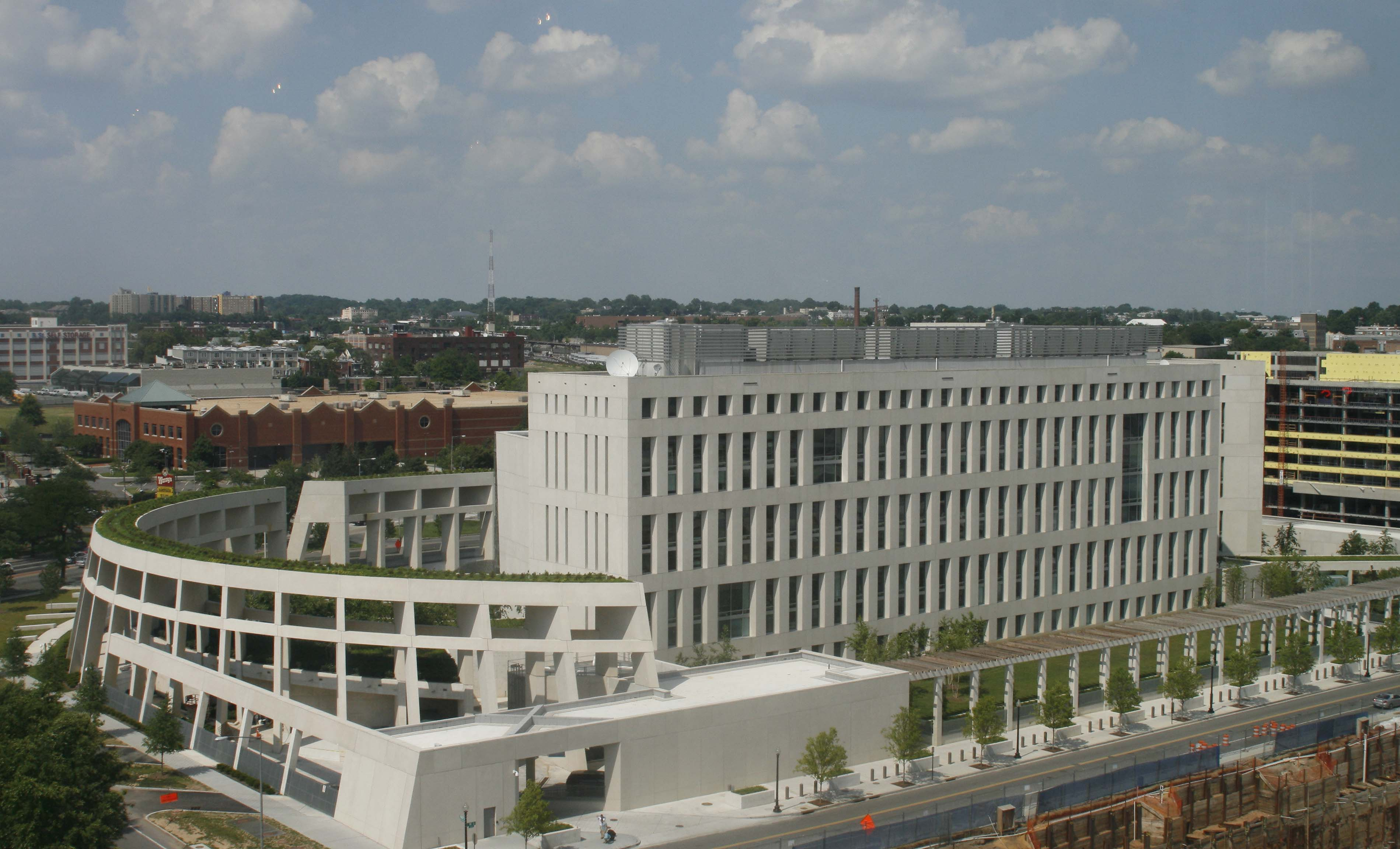
Högkvarteret i Washington D.C.
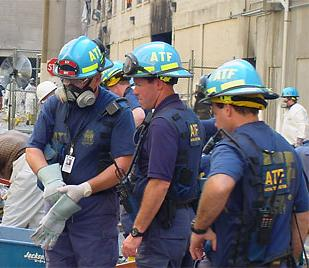
Utredare från ATF genomför en brandplatsundersökning.